# Ivan Ručić
Ivan Ručić  (* ? - Zagreb, 10. veljače 1660.), hrvatski plemić, zagrebački gradski sudac, dožupan Zagrebačke županije i saborski zastupnik.
Ivan pl. Ručić rođen je krajem 16. stoljeća, o čemu nema pouzdanih podataka. Između 1626. i 1630. godine bio je zagrebački gradski sudac, a od 1643. godine pa do smrti obnašao je dužnost dožupana Zagrebačke županije. Bio je oženjen Jelenom Ručić rođ. Patačić i zajedno s njom poznat kao veliki mecena, iskazujući dobročinstva svećenicima, piscima i drugima.
Poznat je po svom prijateljstvu s hrvatskim banom Nikolom Zrinskim Čakovečkim, s kojim se često dopisivao, pa se u jednom pismu kojeg mu je Zrinski poslao 28. lipnja 1659. nalazi čuvena rečenica 
koja u prijevodu glasi: 
čime taj znameniti hrvatski ban pobija neprestana svojatanja naših sjevernih susjeda da je Mađar.  
Nakon smrti 1660. godine Ručić je pokopan u isusovačkoj crkvi svete Katarine na zagrebačkom Griču.

## Vanjske poveznice
- Ivan Ručić – predstavnik Kraljevine Hrvatske u krajiškoj komisiji
- Ivan Ručić – graditelj kapele u Remetama  Arhivirana inačica izvorne stranice od 15. svibnja 2009. (Wayback Machine)